# Liste der Naturdenkmale in Weilheim (Baden)
| Naturdenkmale | Anzahl |
| ------------- | ------ |
| FND           | 2      |
| END           | 9      |
| Gesamt        | 11     |

Die Liste der Naturdenkmale in Weilheim nennt die verordneten Naturdenkmale (ND) der im baden-württembergischen Landkreis Waldshut liegenden Gemeinde Weilheim. In Weilheim gibt es insgesamt elf als Naturdenkmal geschützte Objekte, davon zwei flächenhafte Naturdenkmale (FND) und neun Einzelgebilde-Naturdenkmale (END).
Stand: 1. November 2016.

## Flächenhafte Naturdenkmale (FND)
| Name                     | Bild | Kennung     | Einzelheiten | Position | Fläche Hektar | Datum        |
| ------------------------ | ---- | ----------- | ------------ | -------- | ------------- | ------------ |
| Entenlachen              | BW   | 83371180012 | Weilheim     | ⊙        | 0,5           | 5. Dez. 1986 |
| Moos                     | BW   | 83371180011 | Weilheim     | ⊙        | 4,9           | 5. Dez. 1986 |
| Legende für Naturdenkmal |      |             |              |          |               |              |

## Einzelgebilde (END)
| Name                                      | Bild | Kennung     | Einzelheiten | Position | Fläche Hektar | Datum         |
| ----------------------------------------- | ---- | ----------- | ------------ | -------- | ------------- | ------------- |
| 1 Eiche                                   | BW   | 83371180001 | Weilheim     | ⊙        | 0,0           | 25. Apr. 1941 |
| 1 Fichtengruppe                           |      | 83371180008 | Weilheim     | ???      | 0,0           | 25. Apr. 1941 |
| 1 Linde bei Bannholz                      | BW   | 83371180009 | Weilheim     | ⊙        | 0,0           |               |
| 1 Linde, 1 Ulme auf dem Gupfen            |      | 83371180002 | Weilheim     | ⊙        | 0,0           | 25. Apr. 1941 |
| 1 Sommerlinde beim Feldkreuz              | BW   | 83371180007 | Weilheim     | ⊙        | 0,0           | 25. Apr. 1941 |
| 1 Ulme, 1 Linde bei der Apollonia-Kapelle | BW   | 83371180003 | Weilheim     | ⊙        | 0,0           | 25. Apr. 1941 |
| 2 Linden am Weg zum Wasserfall            | BW   | 83371180006 | Weilheim     | ⊙        | 0,0           | 25. Apr. 1941 |
| 2 Linden beim Wasserbehälter              | BW   | 83371180004 | Weilheim     | ⊙        | 0,0           | 25. Apr. 1941 |
| 3 Birnbäme bei der Schule                 | BW   | 83371180010 | Weilheim     | ⊙        | 0,0           | 25. Apr. 1941 |
| Legende für Naturdenkmal                  |      |             |              |          |               |               |